# کروون پلازا کپنهاک
کروون پلازا کپنهاک (به لاتین: Crowne Plaza Copenhagen Towers) یک هتل در دانمارک است که در Copenhagen Municipality واقع شده‌است.